# Texas kormányzóinak listája
Ez a lista az Amerikai Egyesült Államok Texas államának kormányzóit sorolja föl. A mai Texas határain belül egykor több indián törzs élt, köztük voltak apacsok, atakapanok, bidaik, kaddók, komancsok, cserokik, kajovák, tonkavák, vicsiták.
Álvar Núñez Cabeza de Vaca spanyol konkvisztádor 1528. november 6-án hajótörést szenvedett a mai Texas partjainál. Ő volt az első európai, aki betette a lábát erre a földre. 1537-ben megírta az itt szerzett tapasztalatait La relación c. művében.
1821-től kezdve Texas Mexikóhoz tartozott. Texas a 19. század elején még csekély népességgel bírt, ezért a mexikói állam tevékenyen támogatta a bevándorlók érkezését a területre. Az új lakók főleg az Egyesült Államokból érkező angol nyelvű farmerek (és szerencsevadászok) voltak akik új települések tucatjait létesítették. A túlzott bevándorlás hatására azonban Texas lakossága az 1830-as évekre jobbára angolszász nyelvű emberekből tevődött össze. 1836. március 2-án Texas kikiáltotta függetlenségét. Ez év április 21-én a San Jacintó-i csatában serege vereséget mért a Santa Anna vezette mexikóiakra. 1845. december 29-én Texast meghívták az USA tagállamának. Ennek következményeként robbant ki a mexikói–amerikai háború, mely a mexikóiakra nézve megsemmisítő vereségekből állt.
A kormányzót négy évre választják és az adott személy korlátlanul újraválasztható.
Jelenleg a 48. kormányzó, a Republikánus Párthoz tartozó Greg Abbott tölti be a tisztséget 2015. január 20. óta. A kormányzóhelyettes a szintén republikánus Dan Patrick.

## Párthovatartozás
| Párt | Párt         | Kormányzók |
| ---- | ------------ | ---------- |
|      | Demokrata    | 39         |
|      | Republikánus | 7          |
|      | Unionista    | 1          |
|      | Katonai      | 1          |
| FÜGG | Független    | 1          |

## Az USA fennhatósága előtti kormányzók

### Spanyol-Texas kormányzói
| Kormányzó                           | Hivatali idő kezdete | Hivatali idő vége |
| ----------------------------------- | -------------------- | ----------------- |
| Domingo Terán de los Ríos           | 1691. január 23.     | 1692. március 5.  |
| Gregorio de Salinas Varona          | 1692                 | 1697              |
| Francisco Cuervo y Valdés           | 1698                 | 1702              |
| Mathias de Aguirre                  | 1703                 | 1705              |
| Martín de Alarcón                   | 1705                 | 1708              |
| Simón Padilla y Córdova             | 1708                 | 1712              |
| Pedro Fermin de Echevers y Subisa   | 1712                 | 1714              |
| Juan Valdez                         | 1714                 | 1716              |
| Martín de Alarcón                   | 1716                 | 1719              |
| José de Azlor y Virto de Vera       | 1719                 | 1722              |
| Fernando Pérez de Almazán           | 1722                 | 1727              |
| Melchor de Mediavilla y Azcona      | 1727                 | 1730              |
| Juan Antonio Bustillo y Ceballos    | 1730                 | 1734              |
| Manuel de Sandoval                  | 1734                 | 1736              |
| Carlos Benites Franquis de Lugo     | 1736                 | 1737              |
| Prudencio de Orobio y Basterra      | 1737                 | 1741              |
| Tomás Felipe de Winthuisen          | 1741                 | 1743              |
| Justo Boneo y Morales               | 1743                 | 1744              |
| Francisco García Larios             | 1744                 | 1748              |
| Pedro del Barrio Junco y Espriella  | 1748                 | 1751              |
| Jacinto de Barrios y Jáuregui       | 1751                 | 1759              |
| Ángel de Martos y Navarrete         | 1759                 | 1766              |
| Hugo Oconór                         | 1767                 | 1770              |
| Juan María Vicencio                 | 1770                 | 1778              |
| Domingo Cabello y Robles            | 1778                 | 1786              |
| Bernardo Bonavía y Zapata           | 1786                 | 1786              |
| Rafael Martínez Pacheco             | 1786                 | 1790              |
| Manuel Muñoz                        | 1790                 | 1798              |
| José Irigoyen                       | 1798                 | 1800              |
| Juan Bautista Elguézabal            | 1800                 | 1805              |
| Manuel Antonio Cordero y Bustamante | 1805                 | 1808              |
| Manuel María de Salcedo             | 1808                 | 1813              |
| Juan Bautista de las Casas          | 1811                 | 1811              |
| Simón de Herrera                    | 1811                 | 1811              |
| Cristóbal Domínguez                 | 1814                 | 1817              |
| Juan Ignacio Pérez                  | 1817                 | 1817              |
| Manuel Pardo                        | 1817                 | 1817              |
| Antonio María Martínez              | 1817                 | 1821              |

### Mexikói fennhatóság alatti időszak kormányzói
| Kormányzó                          | Hivatali idő kezdete | Hivatali idő vége |
| ---------------------------------- | -------------------- | ----------------- |
| José Félix Trespalacios            | 1821                 | 1823              |
| Luciano García                     | 1823                 | 1824              |
| Rafael Gonzáles                    | 1824                 | 1826              |
| Victor Blanco                      | 1826                 | 1827              |
| José María Viesca                  | 1827                 | 1830              |
| Ramón Músquiz                      | 1830                 | 1831              |
| Juan Martín de Veramendi           | 1831                 | 1833              |
| Juan José de Vidaurri y Villaseñor | 1833                 | 1834              |
| Juan José Elguézabal               | 1834                 | 1835              |
| José María Cantú                   | 1835                 | 1835              |
| Agustín Viesca                     | 1835                 | 1835              |
| Marciél Borrego                    | 1835                 | 1835              |
| Ramón Músquiz                      | 1835                 | 1835              |

### A függetlenségi harc vezetői
| Kép | Elnök             | Hivatali idő kezdete | Hivatali idő vége |
| --- | ----------------- | -------------------- | ----------------- |
|     | Henry Smith       | 1835                 | 1836. január      |
|     | James W. Robinson | 1836. január         | 1836. március 2.  |

### Független Texasi Köztársaság elnökei
| № | Kép | Elnök             | Hivatali idő                            | Alelnök           |
| - | --- | ----------------- | --------------------------------------- | ----------------- |
| — |     | David G. Burnet   | 1836. március 16. – 1836. október 22.   | Lorenzo de Zavala |
| 1 |     | Sam Houston       | 1836. október 22. – 1838. december 10.  | Mirabeau B. Lamar |
| 2 |     | Mirabeau B. Lamar | 1838. december 10. – 1841. december 13. | David G. Burnet   |
| 3 |     | Sam Houston       | 1841. december 13. – 1844. december 9.  | Edward Burleson   |
| 4 |     | Anson Jones       | 1844. december 9. – 1846. február 19.   | Kenneth Anderson  |

## Texas szövetségi állam kormányzói
| Texas kormányzóinak listája                        | Texas kormányzóinak listája                        | Texas kormányzóinak listája                        | Texas kormányzóinak listája                        | Texas kormányzóinak listája                        | Texas kormányzóinak listája                        | Texas kormányzóinak listája | Texas kormányzóinak listája                        | Texas kormányzóinak listája                        |
| Katonai kormányzó Demokrata Párt Republikánus Párt | Katonai kormányzó Demokrata Párt Republikánus Párt | Katonai kormányzó Demokrata Párt Republikánus Párt | Katonai kormányzó Demokrata Párt Republikánus Párt | Katonai kormányzó Demokrata Párt Republikánus Párt | Katonai kormányzó Demokrata Párt Republikánus Párt | Katonai kormányzó Demokrata Párt Republikánus Párt | Katonai kormányzó Demokrata Párt Republikánus Párt | Katonai kormányzó Demokrata Párt Republikánus Párt |
| #                                                  | Kép                                                | Kormányzó                                          | Hivatali idő kezdete                               | Hivatali idő vége                                  | Párt                                               | Egyéb választott (szövetségi) tisztségei | Helyettes                                          | Helyettes                                          |
| -------------------------------------------------- | -------------------------------------------------- | -------------------------------------------------- | -------------------------------------------------- | -------------------------------------------------- | -------------------------------------------------- | --- | -------------------------------------------------- | -------------------------------------------------- |
| 1                                                  |                                                    | James Pinckney Henderson                           | 1846. február 19.                                  | 1847. december 21.                                 |                                                    | A Texasi Köztársaság Egyesült Királyságbeli és franciaországi nagykövete (1837–1840) Az Egyesült Államok szenátusának tagja (1857–1858)                                                                   | Albert Clinton Horton                              |                                                    |
| 2                                                  |                                                    | George T. Wood                                     | 1847. december 21.                                 | 1849. december 21.                                 |                                                    | | John Alexander Greer                               |                                                    |
| 3                                                  |                                                    | Peter Hansborough Bell                             | 1849. december 21.                                 | 1853. november 23.                                 |                                                    | Az Egyesült Államok képviselőházának tagja (1853–1857) | John Alexander Greer (1849–1851)                   |                                                    |
| 3                                                  | James W. Henderson (1851–1853)                     | Peter Hansborough Bell                             | 1849. december 21.                                 | 1853. november 23.                                 |                                                    | Az Egyesült Államok képviselőházának tagja (1853–1857) |                                                    |                                                    |
| 4                                                  |                                                    | James W. Henderson                                 | 1853. november 23.                                 | 1853. december 21.                                 |                                                    | | Széküresedés                                       | Széküresedés                                       |
| 5                                                  |                                                    | Elisha M. Pease                                    | 1853. december 21.                                 | 1857. december 21.                                 |                                                    | | David Catchings Dickson (1853–1855)                |                                                    |
| 5                                                  | Hardin Richard Runnels (1855–1857)                 | Elisha M. Pease                                    | 1853. december 21.                                 | 1857. december 21.                                 |                                                    | |                                                    |                                                    |
| 6                                                  |                                                    | Hardin R. Runnels                                  | 1857. december 21.                                 | 1859. december 21.                                 |                                                    | | Francis R. Lubbock                                 |                                                    |
| 7                                                  |                                                    | Sam Houston                                        | 1859. december 21.                                 | 1861. március 18.                                  | FÜGG                                               | A Texasi Köztársaság elnöke (1836–1838; 1841–1844) Az Egyesült Államok képviselőházának tagja (Tennessee, 1823–1827) Tennessee kormányzója (1827–1829) Az Egyesült Államok szenátusának tagja (1846–1859) | Edward Clark                                       |                                                    |
| 8                                                  |                                                    | Edward Clark                                       | 1861. március 18.                                  | 1861. november 7.                                  |                                                    | | Széküresedés                                       | Széküresedés                                       |
| 9                                                  |                                                    | Francis R. Lubbock                                 | 1861. november 7.                                  | 1863. november 5.                                  |                                                    | | John McClannahan Crockett                          |                                                    |
| 10                                                 |                                                    | Pendleton Murrah                                   | 1863. november 5.                                  | 1865. június 11.                                   |                                                    | | Fletcher Summerfield Stockdale                     |                                                    |
| N/A                                                |                                                    | Fletcher Summerfield Stockdale                     | 1865. június 11.                                   | 1865. június 17.                                   |                                                    | | Széküresedés                                       | Széküresedés                                       |
| 11                                                 |                                                    | Andrew J. Hamilton                                 | 1865. június 17.                                   | 1866. augusztus 9.                                 |                                                    | Az Egyesült Államok képviselőházának tagja (1859–1861) | Széküresedés                                       | Széküresedés                                       |
| 12                                                 |                                                    | James W. Throckmorton                              | 1866. augusztus 9.                                 | 1867. június 8.                                    |                                                    | Az Egyesült Államok képviselőházának tagja (1875–1879; 1883–1887) | George Washington Jones                            |                                                    |
| 13                                                 |                                                    | Elisha M. Pease                                    | 1867. június 8.                                    | 1869. szeptember 30.                               |                                                    | | Széküresedés                                       | Széküresedés                                       |
|                                                    | Széküresedés                                       | Széküresedés                                       |                                                    |                                                    |                                                    | | Széküresedés                                       | Széküresedés                                       |
| 14                                                 |                                                    | Edmund J. Davis                                    | 1870. január 8.                                    | 1874. január 15.                                   |                                                    | | Széküresedés                                       | Széküresedés                                       |
| 15                                                 |                                                    | Richard Coke                                       | 1874. január 15.                                   | 1876. december 21.                                 |                                                    | Az Egyesült Államok szenátusának tagja (1877–1895) | Richard Bennett Hubbard Jr.                        |                                                    |
| 16                                                 |                                                    | Richard B. Hubbard                                 | 1876. december 21.                                 | 1879. január 21.                                   |                                                    | Az Egyesült Államok meghatalmazott nagykövete Japánban (1885–1889) | Széküresedés                                       | Széküresedés                                       |
| 17                                                 |                                                    | Oran M. Roberts                                    | 1879. január 21.                                   | 1883. január 16.                                   |                                                    | | Joseph Draper Sayers (1879–1881)                   |                                                    |
| 17                                                 | Leonidas Jefferson Storey (1881–1883)              | Oran M. Roberts                                    | 1879. január 21.                                   | 1883. január 16.                                   |                                                    | |                                                    |                                                    |
| 18                                                 |                                                    | John Ireland                                       | 1883. január 16.                                   | 1887. január 18.                                   |                                                    | | Francis Marion Martin (1883–1885)                  |                                                    |
| 18                                                 | Barnett Gibbs (1885–1887)                          | John Ireland                                       | 1883. január 16.                                   | 1887. január 18.                                   |                                                    | |                                                    |                                                    |
| 19                                                 |                                                    | Lawrence Sullivan Ross                             | 1887. január 18.                                   | 1891. január 20.                                   |                                                    | | Thomas Benton Wheeler                              |                                                    |
| 20                                                 |                                                    | James Stephen Hogg                                 | 1891. január 20.                                   | 1895. január 15.                                   |                                                    | | George Cassety Pendleton (1891–1893)               |                                                    |
| 20                                                 | Martin McNulty Crane (1893–1895)                   | James Stephen Hogg                                 | 1891. január 20.                                   | 1895. január 15.                                   |                                                    | |                                                    |                                                    |
| 21                                                 |                                                    | Charles A. Culberson                               | 1895. január 15.                                   | 1899. január 17.                                   |                                                    | Az Egyesült Államok szenátusának tagja (1899–1923) | George Taylor Jester                               |                                                    |
| 22                                                 |                                                    | Joseph D. Sayers                                   | 1899. január 17.                                   | 1903. január 20.                                   |                                                    | Az Egyesült Államok képviselőházának tagja (1885–1899) | James Nathan Browning                              |                                                    |
| 23                                                 |                                                    | S. W. T. Lanham                                    | 1903. január 20.                                   | 1907. január 15.                                   |                                                    | Az Egyesült Államok képviselőházának tagja (1883–1893; 1897–1903) | George D. Neal                                     |                                                    |
| 24                                                 |                                                    | Thomas Mitchell Campbell                           | 1907. január 15.                                   | 1911. január 17.                                   |                                                    | | Asbury Bascom Davidson                             |                                                    |
| 25                                                 |                                                    | Oscar Branch Colquitt                              | 1911. január 17.                                   | 1915. január 19.                                   |                                                    | | Asbury Bascom Davidson (1911–1913)                 |                                                    |
| 25                                                 | William Harding Mayes (1913–1915)                  | Oscar Branch Colquitt                              | 1911. január 17.                                   | 1915. január 19.                                   |                                                    | |                                                    |                                                    |
| 26                                                 |                                                    | James E. "Pa" Ferguson                             | 1915. január 19.                                   | 1917. augusztus 25.                                |                                                    | | William Pettus Hobby Sr.                           |                                                    |
| 27                                                 |                                                    | William P. Hobby                                   | 1917. augusztus 25.                                | 1921. január 18.                                   |                                                    | | Széküresedés                                       | Széküresedés                                       |
| 27                                                 | Willard Arnold Johnson (1919–1921)                 | William P. Hobby                                   | 1917. augusztus 25.                                | 1921. január 18.                                   |                                                    | |                                                    |                                                    |
| 28                                                 |                                                    | Pat Morris Neff                                    | 1921. január 18.                                   | 1925. január 20.                                   |                                                    | | Lynch Davidson (1921–1923)                         |                                                    |
| 28                                                 | Thomas Whitfield Davidson (1923–25)                | Pat Morris Neff                                    | 1921. január 18.                                   | 1925. január 20.                                   |                                                    | |                                                    |                                                    |
| 29                                                 |                                                    | Miriam A. "Ma" Ferguson                            | 1925. január 20.                                   | 1927. január 17.                                   |                                                    | | Barry Miller                                       |                                                    |
| 30                                                 |                                                    | Dan Moody                                          | 1927. január 17.                                   | 1931. január 20.                                   |                                                    | | Barry Miller                                       |                                                    |
| 31                                                 |                                                    | Ross S. Sterling                                   | 1931. január 20.                                   | 1933. január 17.                                   |                                                    | | Edgar E. Witt                                      |                                                    |
| 32                                                 |                                                    | Miriam A. "Ma" Ferguson                            | 1933. január 17.                                   | 1935. január 15.                                   |                                                    | | Edgar E. Witt                                      |                                                    |
| 33                                                 |                                                    | James Allred                                       | 1935. január 15.                                   | 1939. január 17.                                   |                                                    | | Walter Frank Woodul                                |                                                    |
| 34                                                 |                                                    | W. Lee O'Daniel                                    | 1939. január 17.                                   | 1941. augusztus 4.                                 |                                                    | Az Egyesült Államok szenátusának tagja (1941–1949) | Coke R. Stevenson                                  |                                                    |
| 35                                                 |                                                    | Coke R. Stevenson                                  | 1941. augusztus 4.                                 | 1947. január 21.                                   |                                                    | | Széküresedés                                       | Széküresedés                                       |
| 35                                                 | John Lee Smith (1943–1947)                         | Coke R. Stevenson                                  | 1941. augusztus 4.                                 | 1947. január 21.                                   |                                                    | |                                                    |                                                    |
| 36                                                 |                                                    | Beauford H. Jester                                 | 1947. január 21.                                   | 1949. július 11.                                   |                                                    | | Allan Shivers                                      |                                                    |
| 37                                                 |                                                    | Allan Shivers                                      | 1949. július 11.                                   | 1957. január 15.                                   |                                                    | | Széküresedés                                       | Széküresedés                                       |
| 37                                                 | Ben Ramsey (1951–1961)                             | Allan Shivers                                      | 1949. július 11.                                   | 1957. január 15.                                   |                                                    | |                                                    |                                                    |
| 38                                                 |                                                    | Price Daniel                                       | 1957. január 15.                                   | 1963. január 15.                                   |                                                    | Az Egyesült Államok szenátusának tagja (1953–1957) |                                                    |                                                    |
| 38                                                 | Széküresedés                                       | Price Daniel                                       | 1957. január 15.                                   | 1963. január 15.                                   |                                                    | Az Egyesült Államok szenátusának tagja (1953–1957) |                                                    |                                                    |
| 39                                                 |                                                    | John Connally                                      | 1963. január 15.                                   | 1969. január 21.                                   |                                                    | Az Egyesült Államok pénzügyi államtitkára (1971–1972) | Preston Smith                                      |                                                    |
| 40                                                 |                                                    | Preston Smith                                      | 1969. január 21.                                   | 1973. január 16.                                   |                                                    | | Ben Barnes                                         |                                                    |
| 41                                                 |                                                    | Dolph Briscoe                                      | 1973. január 16.                                   | 1979. január 16.                                   |                                                    | | William P. Hobby Jr.                               |                                                    |
| 42                                                 |                                                    | Bill Clements                                      | 1979. január 16.                                   | 1983. január 18.                                   |                                                    | | William P. Hobby Jr.                               |                                                    |
| 43                                                 |                                                    | Mark White                                         | 1983. január 18.                                   | 1987. január 20.                                   |                                                    | | William P. Hobby Jr.                               |                                                    |
| 44                                                 |                                                    | Bill Clements                                      | 1987. január 20.                                   | 1991. január 15.                                   |                                                    | | William P. Hobby Jr.                               |                                                    |
| 45                                                 |                                                    | Ann Richards                                       | 1991. január 15.                                   | 1995. január 17.                                   |                                                    | | Bob Bullock (1991–1999)                            |                                                    |
| 46                                                 |                                                    | George W. Bush                                     | 1995. január 17.                                   | 2000. december 21.                                 |                                                    | Az Amerikai Egyesült Államok 43. elnöke (2001–2009) | Bob Bullock (1991–1999)                            |                                                    |
| 46                                                 | Rick Perry (1999–2000)                             | George W. Bush                                     | 1995. január 17.                                   | 2000. december 21.                                 |                                                    | Az Amerikai Egyesült Államok 43. elnöke (2001–2009) |                                                    |                                                    |
| 47                                                 |                                                    | Rick Perry                                         | 2000. december 21.                                 | 2015. január 20.                                   |                                                    | | Bill Ratliff (2000–03)                             |                                                    |
| 47                                                 | David Dewhurst (2003–15)                           | Rick Perry                                         | 2000. december 21.                                 | 2015. január 20.                                   |                                                    | |                                                    |                                                    |
| 48                                                 |                                                    | Greg Abbott                                        | 2015. január 20.                                   | Hivatalban                                         |                                                    | Texas 50. főügyésze (2002–2015) | Dan Patrick                                        |                                                    |